# Deutsche Botschaft Jaunde
Die Deutsche Botschaft Jaunde ist die offizielle diplomatische Vertretung der Bundesrepublik Deutschland in der Republik Kamerun.

## Lage
Die Botschaft hat ihren Sitz im Norden der kamerunischen Hauptstadt Jaunde in der Nouvelle Route Bastos, Bastos-Usine. Die Pass- und Visastelle (Rechts- und Konsularreferat) der Deutschen Botschaft befindet sich in einer separaten Liegenschaft in der Innenstadt von Jaunde (Rue Charles de Gaulle).

## Aufgaben und Organisation
Die Botschaft Jaunde  hat den Auftrag, die bilateralen Beziehungen zum Gastland Kamerun und den Ländern, in denen sie nebenakkreditiert ist, zu pflegen, die deutschen Interessen gegenüber den Regierungen zu vertreten und die Bundesregierung über Entwicklungen in den Gastländern zu unterrichten. In der Botschaft werden die Sachgebiete Politik, Wirtschaft, Kultur und Bildung bearbeitet. In der Entwicklungszusammenarbeit werden lediglich Kleinstprojekte gefördert.
Die Botschaft Jaunde ist auch für Rechts- und Konsularangelegenheiten in Gabun und Tschad zuständig. Die dortigen Botschaften haben keine entsprechende Organisationseinheit und leisten nur Nothilfe.
Seit dem 1. September 2017 verfügt die Botschaft über einen Militärattachéstab, der unter anderem im Tschad nebenakkreditiert ist.

### Nebenakkreditierung
Der Botschafter ist in der Zentralafrikanische Republik und in Äquatorialguinea nebenakkreditiert. 

## Geschichte
Kamerun wurde am 1. Januar 1960 von Frankreich und am 1. Oktober 1961 vom Vereinigten Königreich unabhängig. Die Botschaft der Bundesrepublik Deutschland wurde bereits am 1. Januar 1960 eröffnet.   
Die diplomatische Beziehungen zwischen Kamerun und der DDR wurden am 21. Juli 1973 aufgenommen. Bis 1984 wurden seitens der DDR die Botschafter in Kinshasa (damals Zaire) in Jaunde nebenakkreditiert. Ab 15. August 1983 und bis zum Beitritt der DDR zur Bundesrepublik Deutschland (1990) residierten die Botschafter in Jaunde selbst.